# Kohleria affinis
Kohleria affinis là một loài thực vật có hoa trong họ Tai voi. Loài này được (Fritsch) Roalson & Boggan mô tả khoa học đầu tiên năm 2005.